# Riserva naturale Pineta di Santa Filomena
La riserva naturale Pineta di Santa Filomena  è un'area naturale protetta situata in Abruzzo nella provincia di Pescara e si estende in un'area di circa 20 ettari, al confine tra i comuni di Pescara e di Montesilvano.

## Territorio
La riserva, che si sviluppa in lunghezza per circa 3,2 chilometri e in larghezza per una media di circa 60-70 metri (200 nel punto più ampio), si trova nella parte nord del territorio comunale di Pescara e nella parte meridionale del territorio di Montesilvano, nel quartiere di Villa Verrocchio.
Insieme alla riserva Dannunziana costituisce l'ultima area di quella che nei secoli fu una grande pineta che si estendeva su tutto il litorale circostante. La riserva è circondata a nord, a sud e ad ovest da aree edificate, mentre, nella parte orientale, si affaccia sulla riviera di Pescara e Montesilvano e quindi sul mare.
All'interno della pineta, si trova un centro di recupero dei rapaci gestito dalla Guardia forestale.

## Flora e fauna
La flora della pineta è caratterizzata dalla prevalenza di pini d'Aleppo, con una modesta presenza di pino domestico. Quest'ultimo non è autoctono sulla costa del medio adriatico ed è stato quindi introdotto nell'area per incrementare la produzione di resina durante gli anni dell'autarchia fascista, quando si sperimentava l'uso dei sottoprodotti vegetali nell'industria chimica. Sono altresì riscontrate alcune latifoglie sempreverdi, come l'alloro ed il leccio.
Nella pineta trovano riparo alcune specie di uccelli tra i quali la rondine di mare, mignattini, il gabbiano reale ed alcuni cormorani. Inoltre, alcune specie trovano rifugio nella riserva per la nidificazione: il rampichino, la cinciallegra, la cinciarella, la capinera, il saltimpalo.